# Culex fulleri
Culex fulleri är en tvåvingeart som först beskrevs av Frank Ludlow 1909.  Culex fulleri ingår i släktet Culex och familjen stickmyggor.
Artens utbredningsområde är Filippinerna. Inga underarter finns listade i Catalogue of Life.